# Cú lông sọc

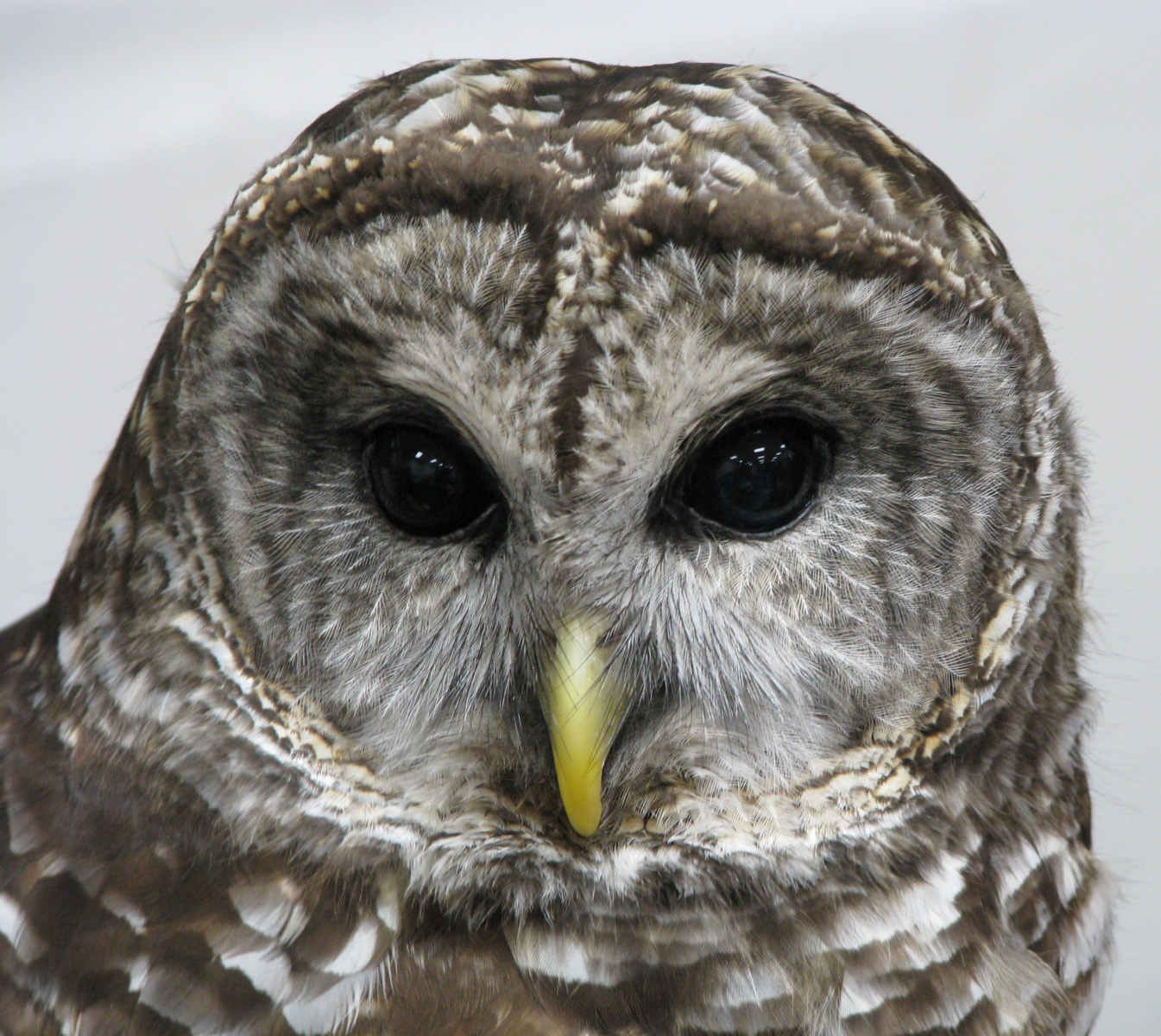
Chụp gần ở Richmond, Virginia

Strix varia là một loài cú.
Con lớn dài 40–63 cm với sải cánh dài 96–125 cm. Trọng lượng của loài này là 500-1050 gram (1,1-2,3 kg). Nó có một khuôn mặt nhợt nhạt với vòng tối quanh mắt, mỏ màu vàng và đôi mắt màu nâu. Đây là tiêu biểu cú của miền đông nước Mỹ duy nhất có đôi mắt màu nâu, còn tất cả những loài khác có đôi mắt màu vàng. Các phần trên là đốm màu xám nâu. Các phần dưới là ánh sáng với những mảng; ngực có vạch kẻ ngang còn bụng có sọc dọc. Chân và bàn chân được bao bọc trong lông lên với móng vuốt.

## Phân bố và môi trường sống
Chúng phân bố dày đặc trên khắp Canada, Hoa Kỳ phía đông và phía nam tới Mexico; trong những năm gần đây nó đã lan rộng đến miền Tây Hoa Kỳ. Các nghiên cứu gần đây cho thấy các khu phố ngoại ô có thể là nơi sinh sống lý tưởng cho loài này. Sử dụng thiết bị phát, các nhà khoa học thấy rằng số cá thể cú tăng nhanh hơn trong các thiết lập ngoại thành hơn trong rừng già. Các nguy hiểm chính để cú trong ở ngoại thành là từ xe ô tô. Số lượng con trong các lứa tăng lên bù đắp tỷ lệ tử vong do tác động từ ô tô và bệnh tật.